# Carel de Nerée tot Babberich
Christophe Karel Henri de Nerée tot Babberich, connu sur le nom de Carel de Nerée tot Babberich, né à Zevenaar le 18 mars 1880 et décédé à Todtmoos (Grand-duché de Bade), le 19 octobre 1909, est un dessinateur, peintre et écrivain néerlandais.
Peintre autodidacte, considéré comme un dandy, il se rattache au courant du symbolisme.

## Jeunesse et formation

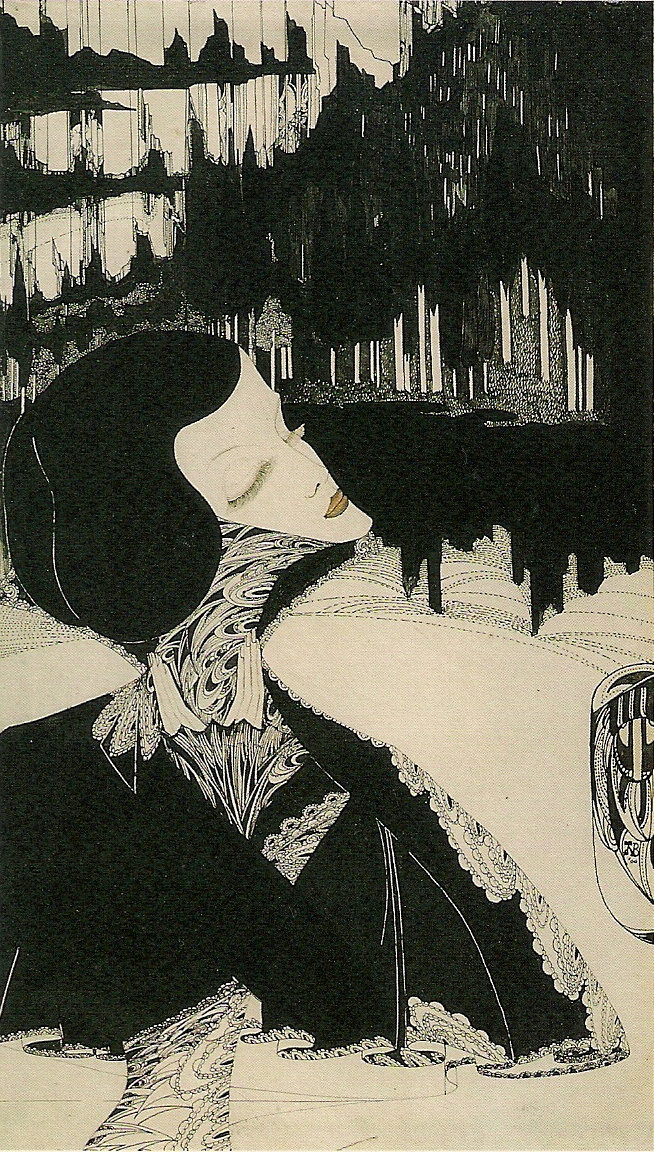
Introduction à l'extase (1900-01), d'après le roman de Louis Couperus

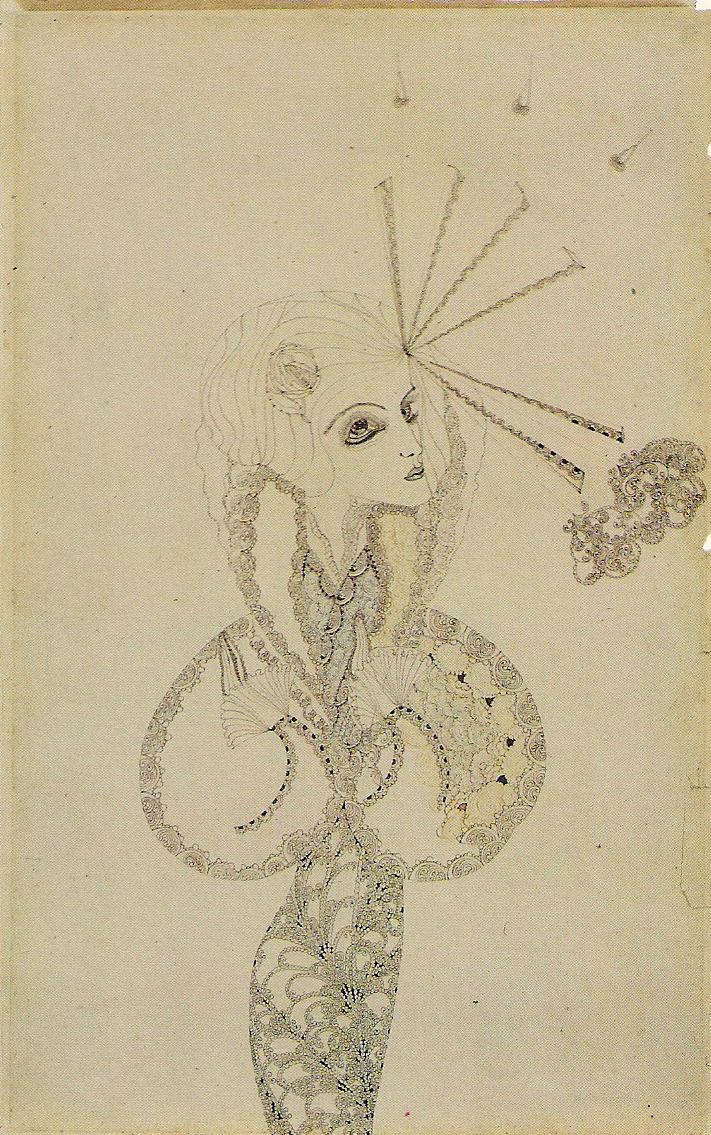
Une belle image (1900)

Carel de Nerée nait dans le manoir Huize Babberich au village de Babberich au sein d'une famille patricienne. Son père Frédéric (1851-1882) est lieutenant de vaisseau. Il a encore deux frères: Richard (1878-1945), seigneur de Camphuysen, et le plus jeune Frans (1882-1929) qui s'adonne également à la peinture, mais aussi à la sculpture, dans un style comparable à celui de son aîné.
Après la mort du père la famille s'installe à La Haye. Sa mère z également des talents artistiques et elle reproduit des œuvres de son fils en travail de broderie.
À vingt ans Nerée va à Anvers pour y suivre une formation commerciale. Il découvre à cette occasion la vie nocturne de la grande ville portuaire, ce qui ne l'empêche pas de réussir dans ses études et de présenter ensuite en 1898 à La Haye l'examen consulaire qui le fait entrer aux Affaires Étrangères.

## Le peintre et l'écrivain
C'est en 1898 que Nerée se lance dans les arts plastiques, mais sa première ambition est littéraire.
Il a écrit un premier roman Bourgeoisie mais l'a finalement brûlé. Deux de ses poésies en français sont publiées après sa mort dans la Revue de Hollande. Ce qui reste de ses écrits non publiés montre qu'il cherchait son inspiration chez les auteurs décadents : Baudelaire, Verlaine, D'Annunzio, Pierre Louÿs et Camille Mauclair.
C'est cet esprit "décadent" que l'on retrouve également dans son œuvre picturale, chose inhabituelle dans les Pays-Bas aux alentours de 1900.
Il poursuit sa carrière et est envoyé en 1901 à Madrid comme "Secrétaire du Consulat des Pays-Bas". Le climat de la ville ne lui convient pas et il attrape la tuberculose qui détermine la suite de sa vie.

## Le dernier parcours

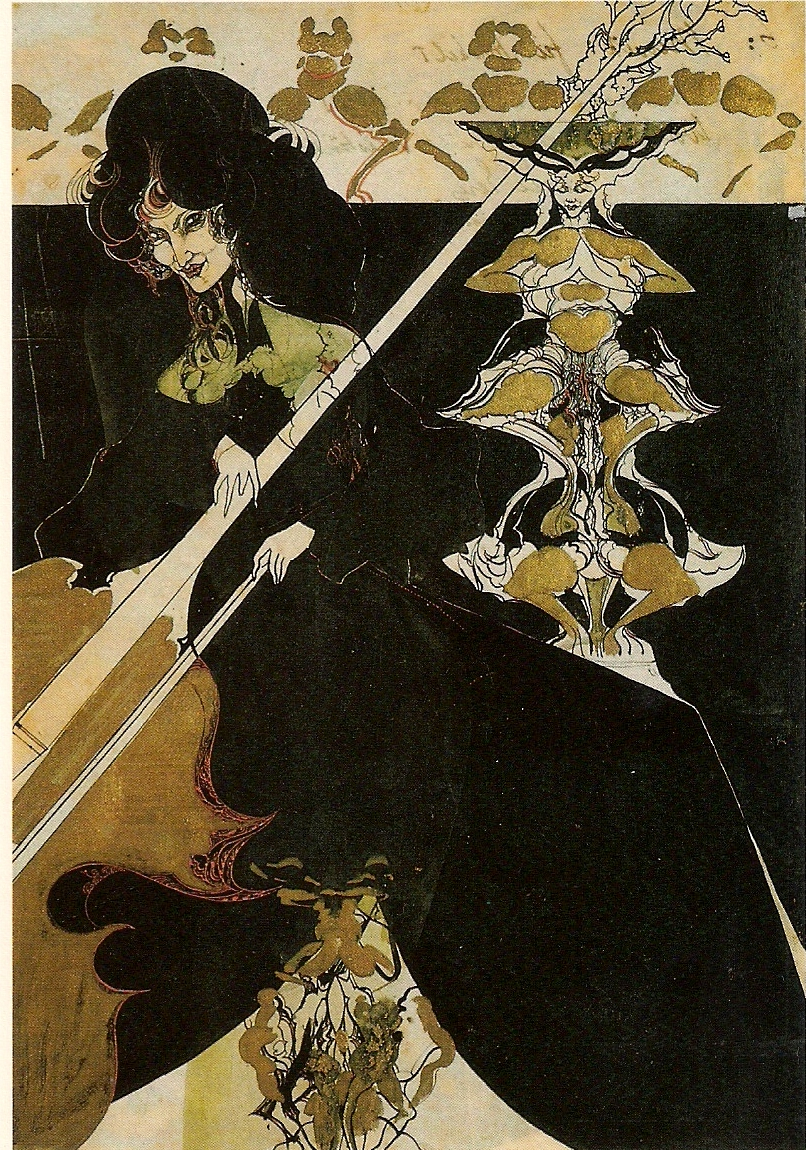
La musique (1904)

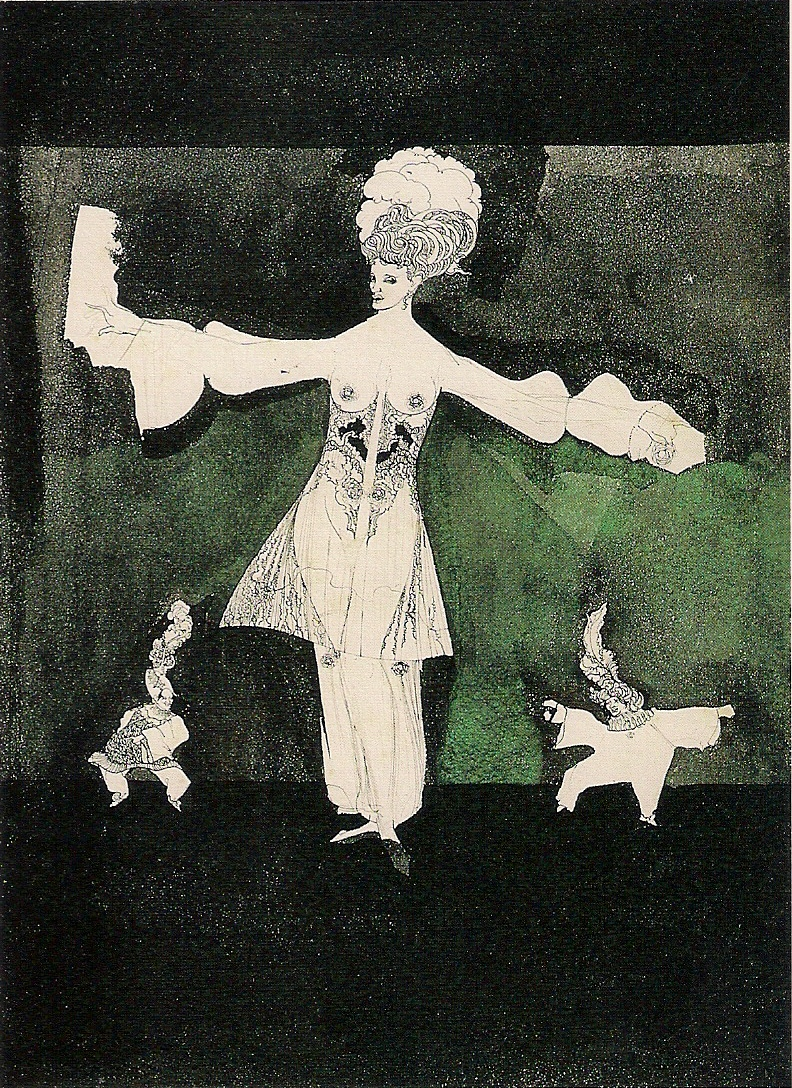
Clownerie (1904)

En 1901, sa maladie force Nerée à se faire soigner dans la ville de cure d'Arosa en Suisse. Par la suite durant les huit dernières années de son existence il doit lutter contre la progression du mal et passe par de nombreuses villes de cure en Suisse, en Allemagne et en Italie. En été il lui est permis de retourner à La Haye et à Babberich.
En 1903, à côté de ses dessins, il réalise des projets d’objets familiers comme des éventails et des vases.
Après 1904, la maladie lui rend de plus en plus pénible l’exercice de son art. Cette période pourtant voit l’épanouissement de son talent, on la reconnait à l’emploi de la couleur. Il produit alors ses œuvres les plus intéressantes et les plus originales. Les ors pleins de nuances et le symbolisme font penser à Klimt et Gustave Moreau.
Mais la maladie empire et le convie de nouveau à rejoindre la "Montagne magique". Il meurt le 19 octobre 1909 dans la ville de cure de Todtmoos en Allemagne du Sud à vingt-neuf ans. Il est enseveli à Clarens près de Montreux.

## Source
- (nl) Cet article est partiellement ou en totalité issu de l’article de Wikipédia en néerlandais intitulé « Carel de Nerée tot Babberich » (voir la liste des auteurs).